# マノエル・ボルジェス
マノエル・ボルジェス（Manoel Borges、1585年 - 1633年8月16日）は、江戸時代初期に来日したポルトガルのイエズス会宣教師である。

## 経歴・人物
エヴォラの生まれ。1612年（慶長17年）に来日し、布教活動を行う。1614年（慶長19年）にキリシタン追放令により国外追放処分を受け、後にマカオに活動拠点を移した。
1621年（元和7年）に再来日し、「東次郎右衛門」と日本名を名乗って再度布教活動を行う。その後は豊後で捕縛され、1633年8月16日（寛永10年7月12日）に長崎で刑死した。